# Fehl-Ritzhausen
Fehl-Ritzhausen é um município da Alemanha localizado no distrito de Westerwaldkreis, estado da Renânia-Palatinado.
Pertence ao Verbandsgemeinde de Bad Marienberg.